# Creed III
Creed III – amerykański dramat sportowy z 2023 roku w reżyserii Michaela B. Jordana. Dziewiąta produkcja z serii filmów o Rockym oraz kontynuacja filmu Creed II z 2018 roku. W głównych rolach wystąpili Michael B. Jordan, Tessa Thompson i Jonathan Majors. Film miał premierę 1 marca 2023 roku.

## Fabuła
Adonis Creed odnosi serię sukcesów zawodowych i spełnia się prywatnie u boku rodziny. Pewnego dnia nachodzi go przyjaciel z dzieciństwa, Damian, którego lata temu Creed wspierał w amatorskich walkach bokserskich. Dawny znajomy wracając na wolność po odbyciu wieloletniej kary pozbawienia wolności wyraża chęć wznowienia treningów i wzięcia udziału w profesjonalnym pojedynku bokserskim. Creed wbrew woli wspólnika zaprasza go do swojego klubu i bierze aktywny udział w jego promocji, lecz wkrótce przekonuje się, że zbyt pochopnie zaufał dawnemu przyjacielowi.

## Obsada
- Michael B. Jordan jako Adonis Creed
  - Thaddeus J. Mixson jako Adonis Creed w wieku 15 lat
- Tessa Thompson jako Bianca Creed
- Jonathan Majors jako Damian Anderson
  - Spence Moore II jako Damian Anderson w wieku 18 lat
- Wood Harris jako Tony "Little Duke" Burton
- Phylicia Rashad jako Mary-Anne Creed
- Mila Davis-Kent jako Amara Creed
- José Benavidez Jr. jako Felix Chavez
- Selenis Leyva jako Laura Chavez
- Florian Munteanu jako Viktor Drago
- Tony Bellew jako "Pretty" Ricky Conlan
- Patrice Harris jako Boog
- Ann Najjar jako Ann
- Jacob 'Stitch' Duran jako Stitch
- Terence Crawford jako Lorenzo "Nightmare" Jones
- Bobby Hernandez jako trener Conlana
- Yahya McClain jako trener Damiana
- Jimmy Lennon Jr. jako konferansjer ringowy
- Barry Pepper (głos)
- Kehlani jako ona sama
- James Harden jako Mężczyzna w Golden Gloves[1]

## Produkcja
Zdjęcia do filmu kręcono w Atlancie w stanie Georgia w Stanach Zjednoczonych.

## Odbiór

### Box Office
Budżet filmu jest szacowany na 75 milionów dolarów. W Stanach Zjednoczonych film zarobił 101 mln USD. W innych krajach przychody wyniosły ponad 78 mln, a łączny przychód ze sprzedaży biletów blisko 180 milionów dolarów.

### Reakcja krytyków
Film spotkał się ze pozytywną reakcją krytyków. W agregatorze recenzji Rotten Tomatoes 88% z 293 recenzji uznano za pozytywne, a średnia ocen wyniosła 7,1 na 10. Z kolei w agregatorze Metacritic średnia ważona ocen z 60 recenzji wyniosła 73 punktów na 100.